# Juan Ducas (césar)
Juan Ducas (en griego: Ιωάννης Δούκας, romanizado: Iōannēs Doukas; fallecido en c. 1088) era hijo de Andrónico Ducas, un noble griego paflagonio que pudo haber servido como gobernador del Tema de Bulgaria (Moesia), y el hermano más joven del emperador Constantino X Ducas. Juan Ducas fue el abuelo paterno de Irene Ducas, esposa del emperador Alejo I Comneno.
Es el escriba del Codex Parisinus graecus 2009, es decir, el manuscrito más antiguo conocido y conservado de De Administrando Imperio del emperador Constantino VII Porfirogéneta.

## Carrera como césar
Juan Ducas, a quien su hermano Constantino X le otorgó la dignidad de césar en la corte, fue uno de los miembros más influyentes de la aristocracia bizantina desde la muerte de su hermano hasta la de Alejo I Comneno. Su riqueza derivaba de propiedades en Tracia y Bitinia, y era un amigo cercano del historiador Miguel Pselo. Aunque las fuentes suelen documentarlo como miembro de la corte, había comenzado su carrera como general. 
Después de servir como consejero y defensor de su hermano, Juan pasó a primer plano tras la muerte su en 1067 como protector natural de los derechos de su sobrino Miguel VII Ducas. Su posición como césar y la influencia de su familia en el Senado bizantino significaron que estaba detrás de la oposición de los funcionarios de la corte a la emperatriz madre Eudoxia Macrembolita y su matrimonio con Romano IV Diógenes. En el transcurso de los siguientes tres años se convirtió en el enemigo más acérrimo del emperador, pero su intriga significó que el césar pasó gran parte del reinado de Romano retirado en sus propiedades en Bitinia. Fue aquí donde se enteró de que su hijo Andrónico Ducas se había unido al emperador y luego lo había abandonado en la desastrosa campaña que terminó con la batalla de Manzikert en 1071.
El cautiverio de Romano le dio a Juan la oportunidad de regresar a la corte a petición de Eudoxia Macrembolita. Uniendo fuerzas con Miguel Pselo, el césar hizo que la emperatriz compartiera el poder con su hijo y luego la obligó a convertirse en monja y retirarse de los asuntos de la corte en octubre de 1071. Pronto se convirtió en el jefe de facto del gobierno en nombre de Miguel VII, ordenando al Imperio que no reconociera a Romano como emperador, declarando que había sido elevado al trono para actuar en nombre de Miguel, quien ahora podía administrar el Imperio. El césar envió a sus hijos Andrónico y Constantino a capturar a Romano IV, que había sido liberado del cautiverio y así aseguró el gobierno exclusivo de su sobrino Miguel VII. Juan Ducas inicialmente acordó permitir que Romano renunciara a la púrpura y se retirara a un monasterio. Pero su odio hacia este era tan grande que incumplió el acuerdo y ordenó que lo cegaran, enviándole un mensaje burlón felicitándolo por la pérdida de sus ojos mientras agonizaba a causa de la herida infectada. Con la eliminación de Romano, Juan y Miguel Pselo eran supremos en la corte.
El césar fue traicionado, sin embargo, por uno de sus propios seguidos, el eunuco Niceforitzes. En 1073, el eunuco se había ganado la confianza de Miguel VII, a quien puso en contra de su tío. El césar se vio obligado a retirarse a sus grandes propiedades, donde se entretenía cazando en los bosques cercanos a las orillas del Bósforo.

## Rebelión de 1074
Mientras tanto, el progreso de los turcos selyúcidas hizo que el gobierno bizantino entrara en acción, reuniendo un ejército de mercenarios bajo el mando de Isaac Comneno. Los mercenarios normandos, liderados por Roussel de Bailleul, se rebelaron contra los bizantinos, aplastaron a un ejército imperial e intentaron establecer un reino independiente en Anatolia.
La situación en Asia Menor era ahora tan grave que en 1074 Miguel se vio obligado a ordenar a su tío que tomara el mando de un ejército imperial y derrotara a los mercenarios normandos. Fijando su cuartel general en Dorilea, los dos ejércitos se encontraron cerca del puente sobre el río Zompi, una de las grandes líneas de comunicación entre Constantinopla y las provincias centrales de Asia Menor. Traicionado por sus mercenarios francos y por la vergonzosa retirada de las reservas asiáticas bajo el mando del futuro emperador Nicéforo III Botaniates, Juan fue derrotado y capturado junto con su hijo Andrónico. Los mercenarios victoriosos luego procedieron a avanzar hacia las costas del Bósforo, mientras una fuerza de relevo bajo el mando del hijo menor de Juan, Constantino, se desintegró cuando su comandante murió repentinamente.
Roussel, inseguro de si su fuerza mercenaria podría derrocar al emperador en Constantinopla, decidió actuar como general en jefe de su propio emperador. Proclamó emperador a Juan Ducas, persuadiendo fácilmente a su prisionero a asumir el título y destronar a su ingrato sobrino, y continuaron su camino hacia Constantinopla.
Miguel VII y Niceforitzes estaban profundamente preocupados por su propia seguridad. Formaron una alianza con Suleiman ibn Kutalmish, sultán selyúcida de Rûm, concluyendo un tratado formal entre los bizantinos y los turcos, por el cual Miguel le dio a Suleiman el gobierno de las provincias que estaban en posesión de los turcos selyúcidas. Los turcos acordaron proporcionar un ejército para luchar en nombre de Miguel, y este ejército se trasladó rápidamente al Monte Sophon, donde estaban acampados Juan Ducas y Roussel. Los mercenarios fueron emboscados y aunque Roussel logró escapar, Juan fue capturado, poniendo fin a la rebelión.
Después de algún tiempo como cautivo selyúcida, Juan fue rescatado por su sobrino. Miguel le permitió conservar la vista con la condición de que renunciara a todas las ambiciones imperiales y tomara la precaución adicional de convertirse en monje.

## Regreso a la política
El césar tonsurado conservó cierta influencia en los acontecimientos políticos. Con el colapso de la autoridad imperial a finales del reinado de Miguel VII, aconsejó a su sobrino que abdicara y se convirtiera en monje cuando Nicéforo III Botaniates amenazó a Constantinopla en 1078, y en 1081 huyó de Constantinopla para unirse a Alejo Comneno y persuadirlo de rebelarse contra Botaniates y reclamar el trono. También fue Juan Ducas  quien organizó el matrimonio de su nieta Irene Ducas con Alejo Comneno a pesar de las objeciones de la madre de este último, Ana Dalaseno. En este cambio de circunstancias, abandonó el hábito monástico y Alejo le permitió retomar su antiguo cargo de césar. Permaneció como parte de la corte y continuó asesorando al emperador hasta su muerte en c. 1088. 

## Familia
Ni Juan ni su hermano Constantino X descendían de la rama masculina de la antigua familia de los Ducas, que se extinguió tras una revuelta durante la minoría del reinado de Constantino VII. Descendía de línea femenina y su familia originalmente se llamaba Ducitzes, para señalar la inferioridad de la casa moderna que había asumido el nombre de Ducas.
Con su esposa Irene Pegonita, Juan Ducas tuvo al menos dos hijos, los cuales fallecieron antes que él:
- Andrónico Ducas, padre de Irene Ducas, esposa de Alejo I Comneno
- Constantino Ducas, que murió en 1074.